# Kjeld Møllgård
Kjeld Møllgård (født 18. november 1942 i København) er en dansk forsker, professor, med.dr. ved Institut for Cellulær og Molekylær Medicin på Københavns Universitet. Fra 1994 til 2002 var han rektor for Københavns Universitet.
Han er student fra Metropolitanskolen 1961 og er uddannet cand.med. fra Københavns Universitet 1968, og med.dr. i neurobiologi fra Lunds Universitet 1979. Siden 1989 har han været professor i neuroanatomi ved Københavns Universitet. 1986-1990 var han dekan for Det Sundhedsvidenskabelige Fakultet, og fra 1994-2002 rektor for Københavns Universitet. I 2002 blev han Ridder af Dannebrog.